# Franziska Preuß
Franziska Preuß (Wasserburg am Inn, 11 maart 1994) is een Duitse biatlete. Ze vertegenwoordigende haar land op de Olympische Winterspelen 2014 in Sotsji, de Olympische Winterspelen 2018 in Pyeongchang en de Olympische Winterspelen 2022 in Peking.

## Carrière
In 2013 won Preuß een gouden medaille op de Europese kampioenschappen biatlon in Bansko op de 4×6 km estafette als deel van het Duitse team. op het zelfde kampioenschap haalde ze individueel een zilveren medaille op de 10 km achtervolging.
Op 28 november 2013 maakte Preuß haar debuut in de wereldbeker in 15 km individueel in Östersund, waar ze 43 eindigde. Datzelfde seizoen behaalde ze haar eerste podiumplaats door met de samen met Andrea Henkel, Franziska Hildebrand en Laura Dahlmeier zilver te winnen op de 4×6 km estafette op 7 december 2013 in Hochfilzen. Een week later, op 12 december 2013 won als deel van hetzelfde viertal haar eerste wereldbekerwedstrijd in Le Grand-Bornand. In 2014 ging Preuß naar de Olympische Winterspelen in Sotsji. 
Het seizoen 2014/2015 behaalde Preuß haar eerste individuele podium in de wereldbeker door tweede te worden op 12,5 km massastart in Ruhpolding op 18 januari 2015. Mede door deze prestatie won ze aan het einde van het seizoen de disciplinecup in de massastart, en werd ze negende in de wereldbeker. Daarnaast werd ze in 2015 voor het eerst wereldkampioen op de 4×6 km estafette samen met Franziska Hildebrand, Vanessa Hinz en Laura Dahlmeier in het Finse Kontiolathi. Op dezelfde wereldkampioenschappen werd ze ook tweede in de 12,5 km massastart.  
Ze nam deel aan de Olympische Winterspelen 2018 in Pyeongchang. Ze behaalde er top-acht plaatsen in de 15 km individueel en de 4×6 km estafette.
Op 20 januari 2019 behaalde Preuß haar eerste individuele wereldbeker zege op de 12,5 km massastart in Ruhpolding.
Het seizoen 2020/2021 werd Preuß derde in de wereldbeker door constant te presteren ze eindigde onder meer 19 keer in de top 10. Ze werd in hetzelfde seizoen ook tweede in het klassement voor de massastart en derde in dat voor de achtervolging.
In Peking nam ze deel aan haar derde Winterspelen. Daar behaalde ze een bronzen medaille in de 4×6 km estafette samen met haar ploegmaats van het Duitse ploeg, Vanessa Voigt, Vanessa Hinz en Denise Herrmann.
Het seizoen 2022/2023 moest Preuß grotendeels aan haar laten voorbijgaan door ziekte.

## Resultaten

### Olympische Winterspelen
| Jaar | Plaats      | Onderdeel   | Onderdeel | Onderdeel     | Onderdeel  | Onderdeel | Onderdeel          |
| Jaar | Plaats      | Individueel | Sprint    | Achtervolging | Massastart | Estafette | Gemengde estafette |
| ---- | ----------- | ----------- | --------- | ------------- | ---------- | --------- | ------------------ |
| 2014 | Sotsji      | DNF         | 41e       | 40e           | –          | 11e       | –                  |
| 2018 | Pyeongchang | 4e          | –         | –             | 12e        | 8e        | –                  |
| 2022 | Peking      | 25e         | 30e       | 15e           | 8e         | ↑         | –                  |

### Wereldkampioenschappen
| Jaar | Plaats            | Onderdeel   | Onderdeel | Onderdeel     | Onderdeel  | Onderdeel | Onderdeel          | Onderdeel                 |
| Jaar | Plaats            | Individueel | Sprint    | Achtervolging | Massastart | Estafette | Gemengde estafette | Single gemengde estafette |
| ---- | ----------------- | ----------- | --------- | ------------- | ---------- | --------- | ------------------ | ------------------------- |
| 2015 | Kontiolahti       | –           | 14e       | 13e           | Zilver     | Goud      | 6e                 |                           |
| 2016 | Oslo Holmenkollen | –           | 14e       | 6e            | 8e         | Brons     | Zilver             |                           |
| 2017 | Hochfilzen        | –           | –         | –             | –          | –         | –                  |                           |
| 2019 | Östersund         | 38e         | 16e       | 27e           | 19e        | –         | –                  | –                         |
| 2020 | Antholz           | 5e          | 8e        | 7e            | 8e         | Zilver    | 4e                 | Zilver                    |
| 2021 | Pokljuka          | 7e          | 8e        | 5e            | 6e         | Zilver    | 7e                 | 7e                        |

### Wereldkampioenschappen junioren
| Jaar | Plaats       | Onderdeel   | Onderdeel | Onderdeel     | Onderdeel |
| Jaar | Plaats       | Individueel | Sprint    | Achtervolging | Estafette |
| ---- | ------------ | ----------- | --------- | ------------- | --------- |
| 2012 | Kontiolahti  | 10e         | 36e       | 29e           | 6e        |
| 2013 | Obertilliach | Brons       | 5e        | Brons         | Goud      |

### Wereldbeker
Eindklasseringen
| Seizoen   | Algemeen | Individueel | Sprint | Achtervolging | Massastart |
| --------- | -------- | ----------- | ------ | ------------- | ---------- |
| 2013/2014 | 19e      | 27e         | 22e    | 13e           | 17e        |
| 2014/2015 | 9e       | 20e         | 13e    | 8e            | Goud       |
| 2015/2016 | 12e      | 40e         | 11e    | 9e            | 18e        |
| 2016/2017 | 35e      | 24e         | 45e    | 34e           | 33e        |
| 2017/2018 | 22e      | 36e         | 25e    | 21e           | 25e        |
| 2018/2019 | 9e       | 16e         | 12e    | 9e            | 7e         |
| 2019/2020 | 6e       | 5e          | 6e     | 10e           | 17e        |
| 2020/2021 | Brons    | 13e         | 7e     | Brons         | Zilver     |
| 2021/2022 | 21e      | 40e         | 25e    | 22e           | 13e        |
| 2022/2023 | 42e      | –           | 52e    | 34e           | 35e        |

Wereldbekerzeges
| Nr.         | Datum            | Plaats                  | Onderdeel          |
| Individueel | Individueel      | Individueel             | Individueel        |
| ----------- | ---------------- | ----------------------- | ------------------ |
| 1.          | 20 januari 2019  | Ruhpolding              | 12,5 km massastart |
| Estafettes  |                  |                         |                    |
| 1.          | 12 december 2013 | Annecy-Le Grand-Bornand | 4x6 km estafette   |
| 2.          | 8 januari 2014   | Ruhpolding              | 4x6 km estafette   |
| 3.          | 13 december 2014 | Hochfilzen              | 4x6 km estafette   |
| 4.          | 25 januari 2015  | Rasen-Antholz           | 4x6 km estafette   |
| 5.          | 13 maart 2015    | Kontiolahti (WK)        | 4x6 km estafette   |
| 6.          | 7 februari 2016  | Canmore                 | Gemengde estafette |
| 7.          | 12 januari 2017  | Ruhpolding              | 4x6 km estafette   |
| 8.          | 13 januari 2018  | Ruhpolding              | 4x6 km estafette   |
| 9.          | 16 januari 2021  | Oberhof                 | 4x6 km estafette   |

## Trivia
Preuß heeft een relatie met biatleet Simon Schempp.